# Яичный тарт
Яичный тарт (англ. egg tart; он же тарт с яичным заварным кремом) — блюдо, популярное в Португалии, Англии, Гонконге. Представляет собой корзиночку из песочного или слоёного теста, наполненную яйцом и заварным кремом. В отличие от английских пирожных с кремом, яичный тарт не посыпают молотым мускатным орехом или корицей перед подачей на стол. Он также подаётся с пылу с жару, а не при комнатной температуре, как английские пирожные.